# Gustave Samuel de Rothschild
El Barón Gustave Samuel de Rothschild (París, 17 de febrero de 1829 - ibídem, 28 de noviembre de 1911 fue un banquero y diplomático francés de la rama de París de la prominente familia Rothschild.